# Ilja Andrejewitsch Besborodko

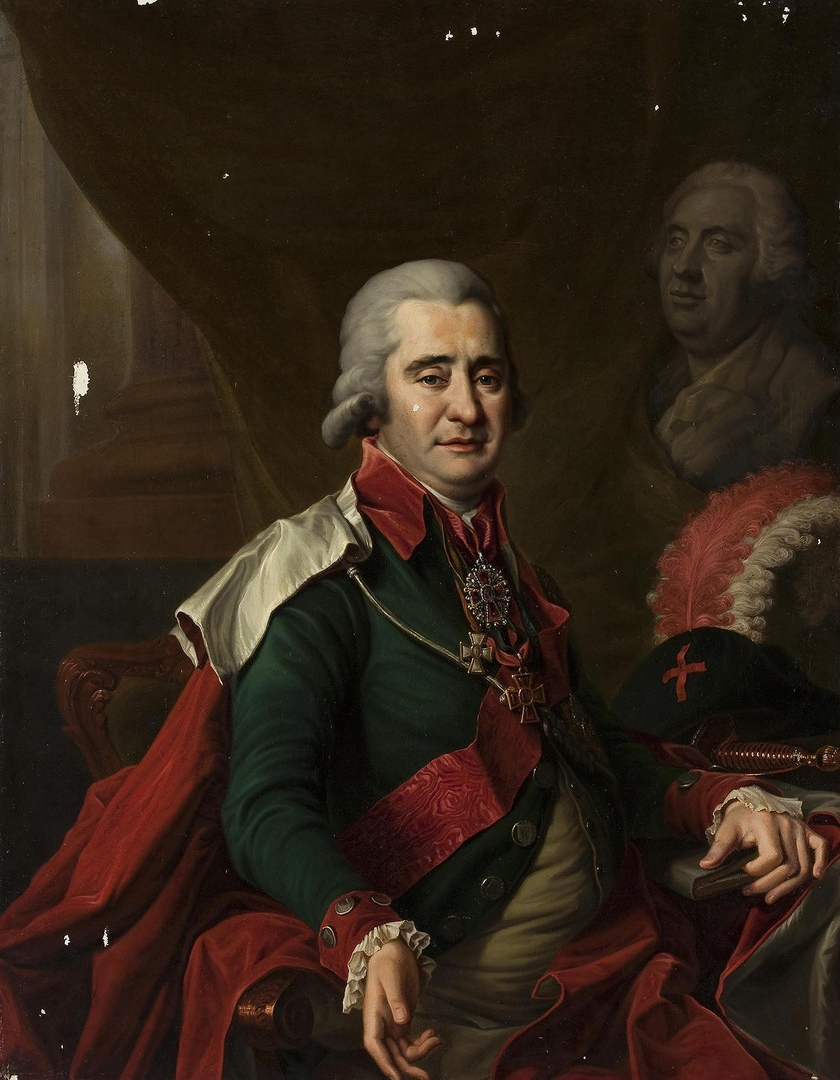
Ilja Andrejewitsch Besborodko

Graf Ilja Andrejewitsch Besborodko (russisch Илья́ Андре́евич Безборо́дко; * 27. Februar 1756 in Gluchow; † 15. Juni 1815 in Sankt Petersburg) war ein russischer Politiker, General und Senator.

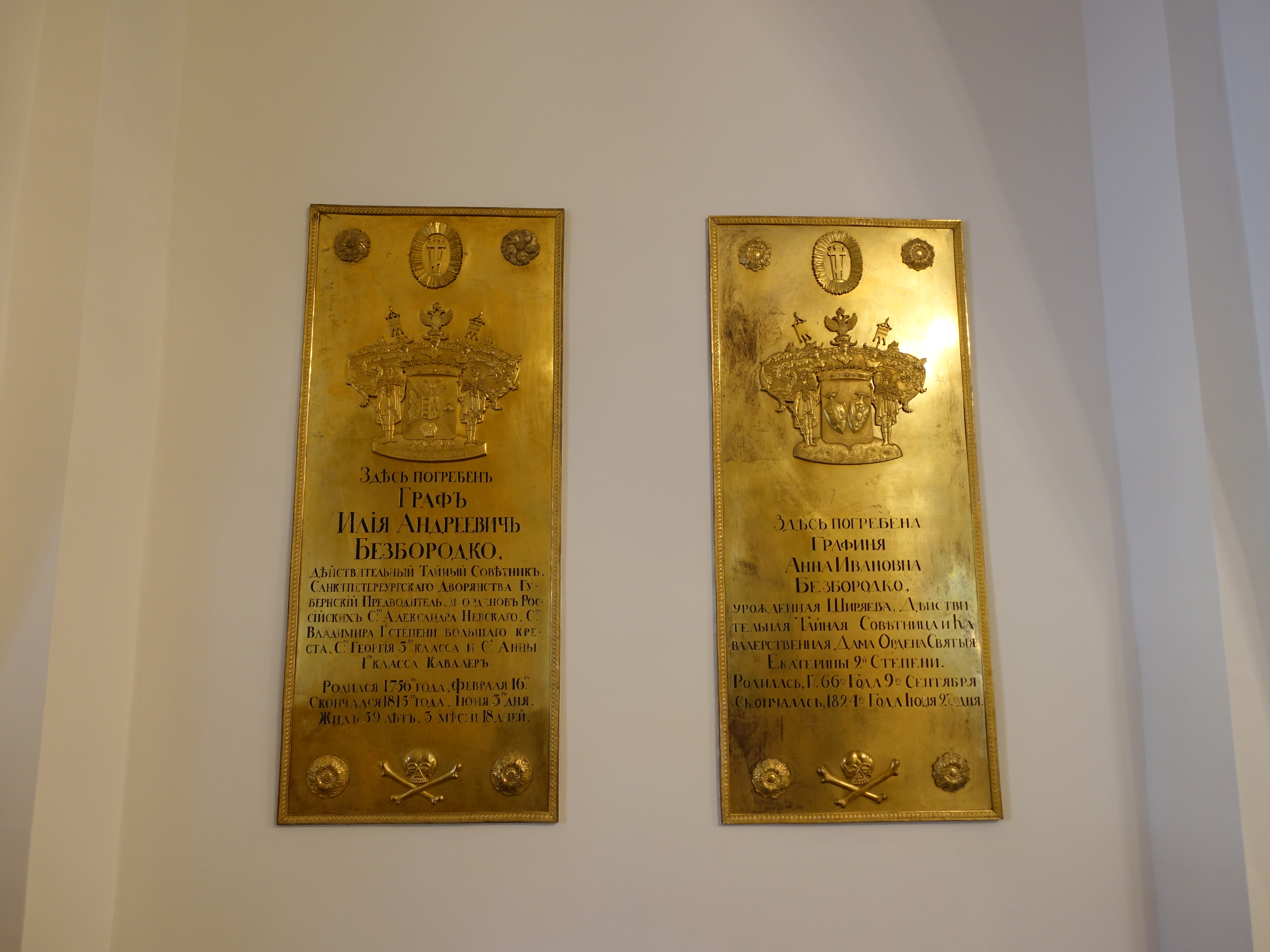
Grabtafel in der Mariä-Verkündigungs-Kirche

## Leben
Er entstammte einem Geschlecht aus kleinrussischem Kosakenadel. Seine Eltern waren General Andrej Jakowlewitsch Besborodko (1711–1780) und Eudokia Michailowna Zabiela (1716–1803). Sein Bruder Alexander Andrejewitsch Besborodko (1747–1799) war zuletzt russischer Kanzler und Titularfürst. 
Ilja Andrejewitsch Besborodko diente in der russischen Armee als General und wechselte darauf in die Politik, wo er das Amt des Senators im dritten Department bekleidete und 1799 zum Wirklichen Geheimrat und Ritter des Alexander-Newski-Ordens ernannt wurde. Am 14. Dezember 1784 erhielt er zusammen mit seinem Bruder von Kaiser Joseph II. den erblichen Reichsgrafenstand. Am 16. April 1797 erhob ihn Kaiser Paul I. in den erblichen russischen Grafenstand. 1799 erbte er das Vermögen seines kinderlosen Bruders. 1805 stiftete er in Njeshin ein Lyzeum und wies der Hochschule ein Jahreseinkommen von 25.000 Rubel zu. Ilja Andrejewitsch Besborodko starb am 15. Juni 1815 in Sankt Petersburg und fand seine letzte Ruhestätte in der Mariä-Verkündigungs-Kirche des Alexander-Newski-Klosters. Er war mit Anna Iwanowa Schirjai (1766–1824) verheiratet und hinterließ zwei Töchter.

## Nachkommen

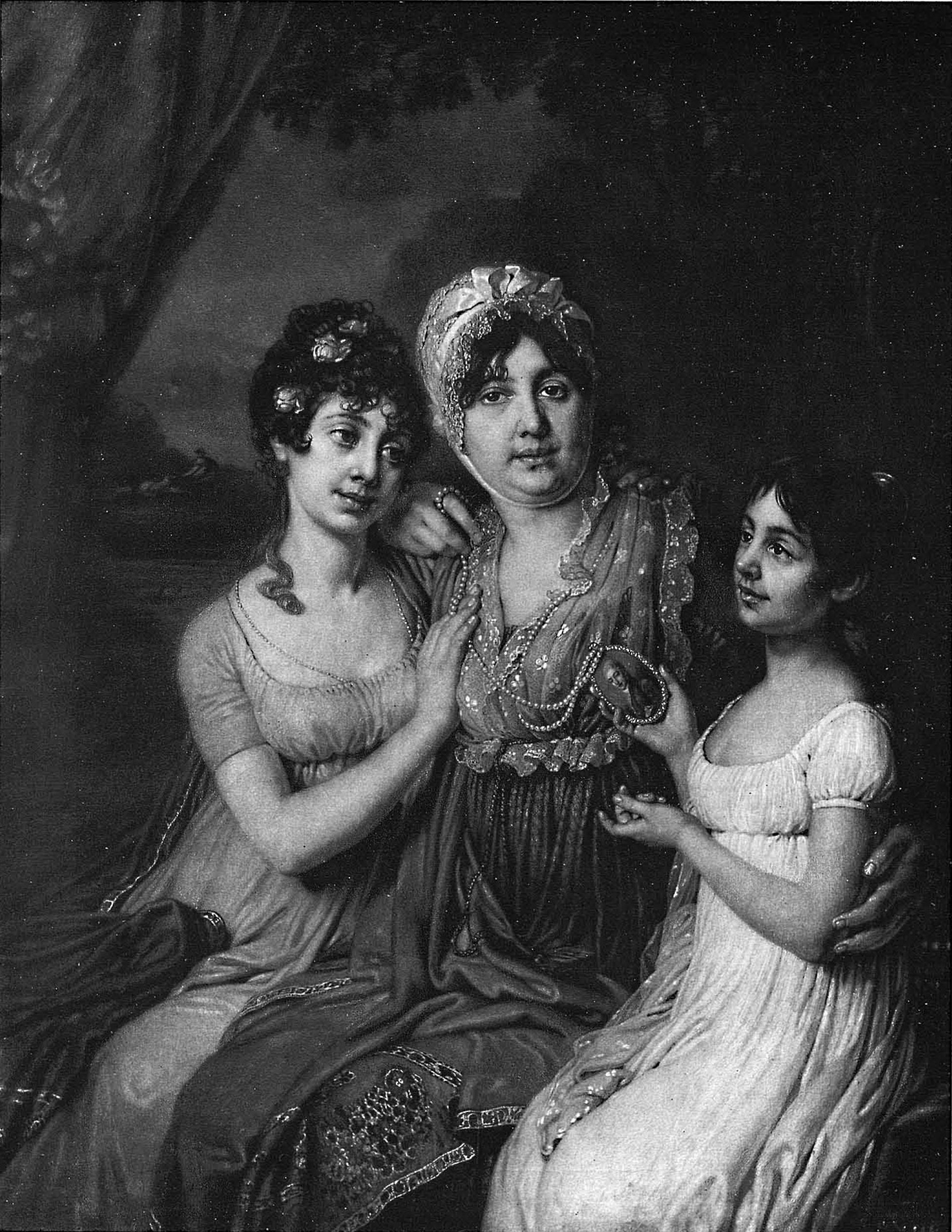
Frau Anna Iwanowa und Kinder

- Ljubow Iljinitschna Kuschelewa (1783–1809); ⚭ Grigori Grigorjewitsch Kuschelew
  - Grigori Grigorjewitsch Kuschelew († 1833); erhielt 1816 die kaiserliche Erlaubnis den Familiennamen Besborodko seinem eigenen hinzu zufügen
- Kleopatra Iljinitschna Lobanowa-Rostowskaja (1791–1840); ⚭ Alexander Jakowlewitsch Lobanow-Rostowski

## Auszeichnungen
- Orden des Heiligen Alexander Newski, Ritter
- Orden der Heiligen Anna, I. Klasse
- Orden des Heiligen Georg, III. Klasse
- Orden des Heiligen Wladimir, I. und III. Klasse
- Goldenes Schwert für Tapferkeit